# 몬페라토 변경백국
몬페라토 변경백국(이탈리아어: Marchesato del Monferrato) 또는 몬페라토 후국은 중세에 이탈리아 왕국의 변경백이자 신성 로마 제국의 구성국이였다. 변경백국은 1574년에 몬페라토 공국으로 승격되었다.
본래 950년에 베렌가리오 2세가 세운 서 리구리아 변경백국(Marca Liguriae Occidentalis)의 일부였으나, 몬페라토 지역은 그의 사위 알레라모를 위한 변경백(marca Aleramica)이 세워졌다. 알레라모와 그의 가문의 가장 이르고 정확한 기록과 961년 그라차노 수도원의 문서에서 발견되어 전해졌다.
오토 1세가 961년에 이탈리아를 침공하여 베렌가리오 2세를 대체한 후, 오토 1세는 그의 전임자인 베렌가리오 2세와 아를의 우고의 방식처럼 이탈리아의 많은 영지들을 재정립하기 시작하였다. 그는 이탈리아 북서쪽에 세 개의 변경백국을 재조직하였다. 서 리구리아는 알레라모에게 돌려주고 동 리구리아 또는 마르카 얀벤시스(marca Januensis)를 오베르토 1세에게 주었고, 토리노를 아르두이노 글라브리오의 변경백으로 만들었다.
알레라모의 후손들은 12세기의 라니에리 델 몬페라토 변경백 시대까지는 비교적 잘 알려지지 않았다. 1133년에 라니에리의 아들 굴리엘모 5세 변경백은 콘라트 3세의 배다른 자매 바벤베르크의 주디타와 결혼하여, 그의 가문의 위신이 급속히 올라갔다. 그는 콘라트와 마누엘 1세 콤네노스의 이탈리아 정책에 참여하였고, 그의 후계자들에게 기벨린 전례를 마련하였으며, 그의 아들들과 함께 십자군에 참여하였다.
코라도 1세는 이탈리아 북부의 귀족이며, 제3차 십자군의 주요 참여자 중 한 명이였다. 그는 1190년 11월 24일 결혼을 통해 사실상의 예루살렘의 왕이였으며, 공식적으론 그가 죽기 며칠전인 1192년에 왕으로 선출됐었다. 그는 또한 1191년부터 몬페라토 변경백이기도 하였다.
보니파초 1세 변경백은 제4차 십자군의 지도자였고 그리스의 라틴 제국 중 하나인 테살로니카 왕국을 세웠다. 테살로니카를 재통합한 보니파초의 그리스인 아들인 데메트리우스는 보니파초의 이탈리아 후계자가 되었다.
13세기에 몬페라토는 보니파초 2세와 굴리엘모 7세 시기에 구엘프와 기벨린 세력 사이에서 어떠한 결정도 내리지 못했다. 몬페라토는 독립을 하려던 아스티와 알레산드리아 코무네를 상대로 몇번의 긴 전쟁을 벌였고 이탈리아 북부에 영향력을 뻗치던 앙주 세력에 맞서기 위해 새롭게 창설된 롬바르디아 동맹의 지도자가 되었다. 그 당시에 몬페라토의 수도는 변경백의 권력의 중심지인 키바소였다.
1305년 마지막 알레라미치 가문의 변경백이 사망하고 영토가 축소해지던 동안인 1533년까지 그리스의 황가인 팔라이올로고스 가문이 이어받았다. 1533년에 몬페라토는 카를 5세 지배하의 스페인에게 공격당하여 1536년에 저명한 곤차가 가문 출신인 페데리코 2세 곤차가가 몬페라토 변경백 자리를 이어받는다. 그의 아들 굴리엘모 곤차가는 1574년에 몬페라토 공작으로 직위가 상승되었고 변경백국으로서의 독립성은 사라졌지만, 이미 영토가 두 개로 쪼개쪄, 이탈리아 르네상스 국가로 엄청난 변화를 겪은 후였다.

## 같이 보기
- 몬페라토 역대 통치자
- 유디키아리아 토렌시스
- 몬페라토 공국